# New York, New York (sång)
New York, New York (fullständig engelsk titel Theme from New York, New York) var ledsången från filmen med samma namn från 1977 där den sjöngs av Liza Minnelli. Den troligtvis mest spridda versionen sjungs av Frank Sinatra. Texten beskriver hur en artist gör sig beredd att "erövra" New York, och tänker: om jag kan slå i New York, då kan jag slå var som helst.
En annan sång med samma namn, skriven av Leonard Bernstein, förekom i musikalen New York dansar från 1944.
Själva uttrycket "New York, New York" syftar inte på upprepning av stadens namn, utan är standard för angivande av städer i USA där man brukar uppge ortnamn följt av delstat till exempel Seattle, Washington - alltså orten Seattle i delstaten Washington[källa behövs]. Eftersom staden New York ligger i delstaten med samma namn blir "stadshänvisningen" i USA för New York City "New York, New York". Enda undantaget härifrån är huvudstaden, som alltid anges som "Washington D.C." (District of Columbia, som inte är en delstat utan ett federalt område).

## Övrigt
- Galenskaparna och After Shave använde 1983 titelmelodin med en svenskspråkig text, betitlad Borås, Borås i revyn Träsmak.[1]

### Fotnoter
1. ↑  ”Svensk mediedatabas”. http://smdb.kb.se/catalog/id/001890083. Läst 14 juni 2011.